# بزرگ‌سیاهرگ‌ها

۱. دهلیز راست
۲. دهلیز چپ
۳. بزرگ‌سیاهرگ زبَرین
۴. آئورت
۵. سرخرگ ششی
۶. سیاهرگ ششی
۷. دریچهٔ میترال (دولختی)
۸. دریچهٔ آئورتی
۹. بطن چپ
۱۰. بطن راست
۱۱. بزرگ‌سیاهرگ زیرین
۱۲. دریچهٔ سه‌لتی
۱۳. دریچهٔ ششی

بزرگ‌سیاهرگ‌ها یا وریدهای اَجوَف (به لاتین: Venae cavae) سیاهرگ‌هایی هستند که خون کم اکسیژن را از بدن به قلب برمی‌گردانند.
وریدهای اَجوَف زیرین و زبرین را با هم وریدهای اَجوَف می‌نامند.
وریدهای اَجوَف هر دو به دهلیز راست قلب می‌ریزند.
بزرگ‌سیاهرگ زیرین (که در حیوانات «بزرگ‌سیاهرگ پسین» نامیده می‌شود)، خون کم اکسیژن را از بخش زیرین بدن به قلب می‌آورد.
این سیاهرگ بزرگ‌ترین سیاهرگ بدن است.
بزرگ سیاهرگ زبَرین (که در حیوانات «بزرگ‌سیاهرگ پیشین» نامیده می‌شود)، در بالای قلب قرار دارد و از به‌هم‌پیوستن سیاهرگ‌های بازویی-سری چپ و راست تشکیل می‌شود که حامل خون از سر و بازوها هستند.